# Communauté de communes de la Thiérache d'Aumale
La Communauté de communes de la Thiérache d'Aumale est une ancienne structure intercommunale française, située dans le département de l'Aisne.

## Histoire
Par l'arrêté préfectoral du 21 octobre 2014, le siège de la communauté de communes est transféré à Wassigny, remplaçant Vaux-Andigny comme siège de l'intercommunalité.
Par l'arrêté préfectoral n°2016-1078 du 15 décembre 2016, la communauté de communes de la Thiérache d'Aumale est dissoute le 31 décembre 2016 pour fusionner le 1er janvier 2017 avec la communauté de communes de la Région de Guise afin de former la communauté de communes Thiérache Sambre et Oise.

## Territoire communautaire

### Composition
La communauté de communes est composée des communes suivantes :
| Nom                  | Code Insee | Gentilé         | Superficie (km2) | Population (dernière pop. légale) | Densité (hab./km2) |
| -------------------- | ---------- | --------------- | ---------------- | --------------------------------- | ------------------ |
| Wassigny (siège)     | 02830      | Wassigniens     | 6,79             | 968 (2014)                        | 143                |
| Étreux               | 02298      | Étreusiens      | 10,36            | 1 480 (2014)                      | 143                |
| Grougis              | 02358      | Grougissiens    | 11,26            | 373 (2014)                        | 33                 |
| Hannapes             | 02366      | Hannapois       | 9,16             | 308 (2014)                        | 34                 |
| La Vallée-Mulâtre    | 02760      | Valmuletiers    | 5,28             | 166 (2014)                        | 31                 |
| Mennevret            | 02476      | Mennevréziens   | 11,89            | 631 (2014)                        | 53                 |
| Molain               | 02488      | Molainois       | 1,81             | 150 (2014)                        | 83                 |
| Oisy                 | 02569      | Oiséens         | 10,79            | 460 (2014)                        | 43                 |
| Ribeauville          | 02647      | Ribeauvillois   | 3,58             | 72 (2014)                         | 20                 |
| Saint-Martin-Rivière | 02683      | Saint-Martinois | 5,52             | 133 (2014)                        | 24                 |
| Vénérolles           | 02779      | Vénérollais     | 8,89             | 230 (2014)                        | 26                 |
| Vaux-Andigny         | 02769      | Vauxois         | 15,75            | 951 (2014)                        | 60                 |

### Démographie
| 1968  | 1975  | 1982  | 1990  | 1999  | 2006  | 2011  | 2012  | 2013  |
| ----- | ----- | ----- | ----- | ----- | ----- | ----- | ----- | ----- |
| 6 629 | 6 331 | 6 391 | 6 109 | 6 049 | 6 029 | 5 916 | 5 929 | 5 932 |

## Administration

### Élus
La communauté d'agglomération est administrée par son Conseil communautaire, composé de 21 conseillers municipaux représentant comme suit les 12 communes membres : 
- 4 conseillers pour Étreux,
- 3 conseillers pour Wassigny et Vaux-Andigny,
- 2 conseillers pour Mennevret et Oisy,
- 1 conseiller pour Hannapes, Vénérolles, Molain, Grougis, Ribeauville, Saint-Martin Rivière et La Vallée Mulâtre[4].

Le Conseil communautaire du 29 avril 2014 a réélu son président, Patrick Dumon, ainsi que des trois vice-présidents, qui sont :
1. Gisèle Dufour, 1re maire-adjointe de Mennevret
2. Bernard Basquin, maire-adjoint de Vaux-Andigny
3. Rémy Foix[4].

### Liste des présidents
| Période                                  | Période       | Identité      | Étiquette | Qualité                        |
| ---------------------------------------- | ------------- | ------------- | --------- | ------------------------------ |
| Les données manquantes sont à compléter. |               |               |           |                                |
| ???                                      | décembre 2016 | Patrick Dumon |           | Réélu pour le mandat 2014-2020 |

### Compétences
L'intercommunalité exerce des compétences qui lui sont déléguées par l'ensemble des communes qui la composent.